# Jochi
Jochi eller Djutji var första son till Djingis Khan och Byrte och föddes 1185. Om han var Djingis biologiska son är osäkert eftersom Byrte under några månader hölls fången av Merkiter, en stam norr om mongolerna.
Han ledde fälttåg mot stammar i Sibirien och deltog i kriget mot Khwarezm. I uppdelningen av riket mellan sönerna tilldelades han de västra delarna, ulus, norr och väster om Altai, men hans död 1227, sex månader innan faderns död, gjorde att hans två söner, Orda och Batu, var de som fick styra det som kom att heta Gyllene Horden.